# Copa del Príncipe de voleibol 2019
La Copa del Príncipe es una competición que se disputa en el voleibol a lo largo de dos días en una misma sede. La competición se lleva disputando durante varios años, siendo esta la XII edición. En esta ocasión, el pabellón La Granadilla (Badajoz, España) acogerá un torneo cuya organización corrió a cargo del Club Pacense Voleibol.

## Sistema de competición
La primera fase se lleva a cabo durante la primera ronda de la liga regular o Superliga 2. Los 2 equipos con mayor número de puntos de cada grupo de la división se clasifican de forma  directa. El organizador suele disputar dicha competición por méritos deportivos, aunque si no fuera así el peor segundo se quedaría fuera.
Una vez dentro, los equipos juegan un torneo con formato de "Final Four" con semifinales y final. En las semifinales se enfrentan los primeros contra los segundos del otro grupo. Los finalistas se dan cita al día siguiente para conocer quién será el vencedor y por lo tanto el campeón de la competición oficial.

## Equipos participantes
Organizador:
· Club Pacense Voleibol
Equipos de esta edición:
· Club Voleibol Emevé
· Club Mediterraneo
· Tarragona SPiSP

## Cuadro de la Copa
|  | Semifinales | Semifinales           | Semifinales | Semifinales         | Semifinales | Semifinales | Semifinales |    |                   | Final | Final | Final | Final | Final | Final | Final |  |
|  |             |                       |             |                     |             |             |             |    |                   |       |       |       |       |       |       |       |  |
|  |             |                       |             |                     |             |             |             |    |                   |       |       |       |       |       |       |       |  |
|  | 1           | Club Pacense Voleibol | 20          | 24                  | 25          | 23          |             |    |                   |       |       |       |       |       |       |       |  |
|  | 1           | Club Pacense Voleibol | 20          | 24                  | 25          | 23          |             |    |                   |       |       |       |       |       |       |       |  |
|  | 3           | Club Mediterraneo     | 25          | 26                  | 21          | 25          |             |    |                   |       |       |       |       |       |       |       |  |
|  | 3           | Club Mediterraneo     | 25          | 26                  | 21          | 25          |             | 1  | Club Mediterraneo | 25    | 23    | 17    |       |       |       |       |  |
|  |             |                       |             |                     |             |             |             | 1  | Club Mediterraneo | 25    | 23    | 17    |       |       |       |       |  |
|  |             |                       | 3           | Club Voleibol Emevé | 20          | 25          | 25          | 25 |                   |       |       |       |       |       |       |       |  |
|  | 0           | Tarragona SPiSP       | 3           | Club Voleibol Emevé | 20          | 25          | 25          | 25 | 18                | 26    | 16    |       |       |       |       |       |  |
|  | 0           | Tarragona SPiSP       |             |                     |             |             |             |    | 18                | 26    | 16    |       |       |       |       |       |  |
|  | 3           | Club Voleibol Emevé   | 25          | 28                  | 25          |             |             |    |                   |       |       |       |       |       |       |       |  |
|  | 3           | Club Voleibol Emevé   | 25          | 28                  | 25          |             |             |    |                   |       |       |       |       |       |       |       |  |
|  |             |                       |             |                     |             |             |             |    |                   |       |       |       |       |       |       |       |  |

| Predecesor: Copa del Príncipe 2018 Leganés | 'Copa del Príncipe 2019' Melilla | Sucesor: Copa del Príncipe 2020 Dumbría |